# Zamalek Sports Club
Zamalek Sports Club (em árabe: نادي الزمالك للألعاب الرياضية) é um clube de futebol egípcio, sediado na cidade de Gizé, região metropolitana de Cairo, onde manda seus jogos.
Fundado em 1911 como Qasr El-Neel Club, foi rebatizado para El-Mokhtalat Club dois anos depois e para King Farouk Club - em referência ao Rei Faruk em 1940 - até adotar o seu nome atual após a Revolução Egípcia de 1952.
É um dos maiores clubes do futebol local, tendo já conquistado 14 títulos nacionais, 28 da Copa do Egito e 4 da Supercopa Egípcia. Também é uma das mais bem-sucedidas equipes da África, somando 5 títulos da Liga dos Campeões da CAF, 5 da Supercopa Africana, 2 da Copa das Confederações da CAF, 1 Recopa Africana e ainda duas conquistas da extinta Campeonato Afro-Asiático de Clubes.
O Zamalek manda suas partidas para o Estádio Internacional do Cairo e tem como maior rival o Alhy, com quem realiza o Dérbi do Cairo.

## História
A história do clube começa em janeiro de 1911 quando foi fundada pelo cavalheiro belga El Zayat sendo rival para o clube Al Ahly. Foi administrado principalmente por estrangeiros expatriados. A primeira equipa de futebol do clube foi formado em 1913.

## Rivalidade
O maior rival do Zamalek é o Al-Ahly, com quem protagoniza o Dérbi do Cairo, pelo fato dos dois times estarem localizados na região do Cairo.

## Títulos
| INTERCONTINENTAIS                      | INTERCONTINENTAIS                  | INTERCONTINENTAIS | INTERCONTINENTAIS |
|                                        | Competição                         | Títulos           | Temporadas |
| -------------------------------------- | ---------------------------------- | ----------------- | --- |
|                                        | Campeonato Afro-Asiático de Clubes | 2                 | 1988 e 1997 |
| CONTINENTAIS                           |                                    |                   | |
|                                        | Competição                         | Títulos           | Temporadas |
|                                        | Liga dos Campeões da CAF           | 5                 | 1984, 1986, 1993, 1996 e 2002 |
|                                        | Copa das Confederações da CAF      | 2                 | 2018-19 e 2023-24 |
|                                        | Recopa Africana                    | 1                 | 2000 |
|                                        | Supercopa da CAF                   | 5                 | 1994, 1997, 2003, 2020 e 2024 |
| INTERNACIONAIS (COMPETIÇÕES AFRICANAS) |                                    |                   | |
|                                        | Competição                         | Títulos           | Temporadas |
|                                        | Liga dos Campeões Árabes           | 1                 | 2003 |
| NACIONAIS                              |                                    |                   | |
|                                        | Competição                         | Títulos           | Temporadas |
|                                        | Campeonato Egípcio                 | 14                | 1959-60, 1963-64, 1964-65, 1977-78, 1983-84, 1987-88, 1991-92, 1992-93, 2000-01, 2002-03, 2003-04, 2014-15, 2020-21 e 2021-22 |
|                                        | Copa do Egito                      | 29                | 1922-23, 1931-32, 1934-35, 1937-38, 1940-41, 1942-43, 1943-44, 1951-52, 1954-55, 1956-57, 1957-58, 1958-59, 1959-60, 1961-62, 1974-75, 1976-77, 1978-79, 1987-88, 1998-99, 2001-02, 2007-08, 2012-13, 2013-14, 2014-15, 2015-16, 2017-18, 2018-19, 2020-21 e 2024-25 |
|                                        | Supercopa do Egito                 | 4                 | 2001, 2002, 2016 e 2020 |
|                                        | Copa do Sultão Hussein             | 2                 | 1921 e 1922 |
| REGIONAIS                              |                                    |                   | |
|                                        | Competição                         | Títulos           | Temporadas |
|                                        | Liga do Cairo                      | 15                | 1922-23, 1923-24, 1928-29, 1929-30, 1931-32, 1939-40, 1940-41, 1943-44, 1944-45, 1945-46, 1946-47, 1948-49, 1950-51, 1951-52 e 1952-53 |